# Ліс вчених мужів (роман)

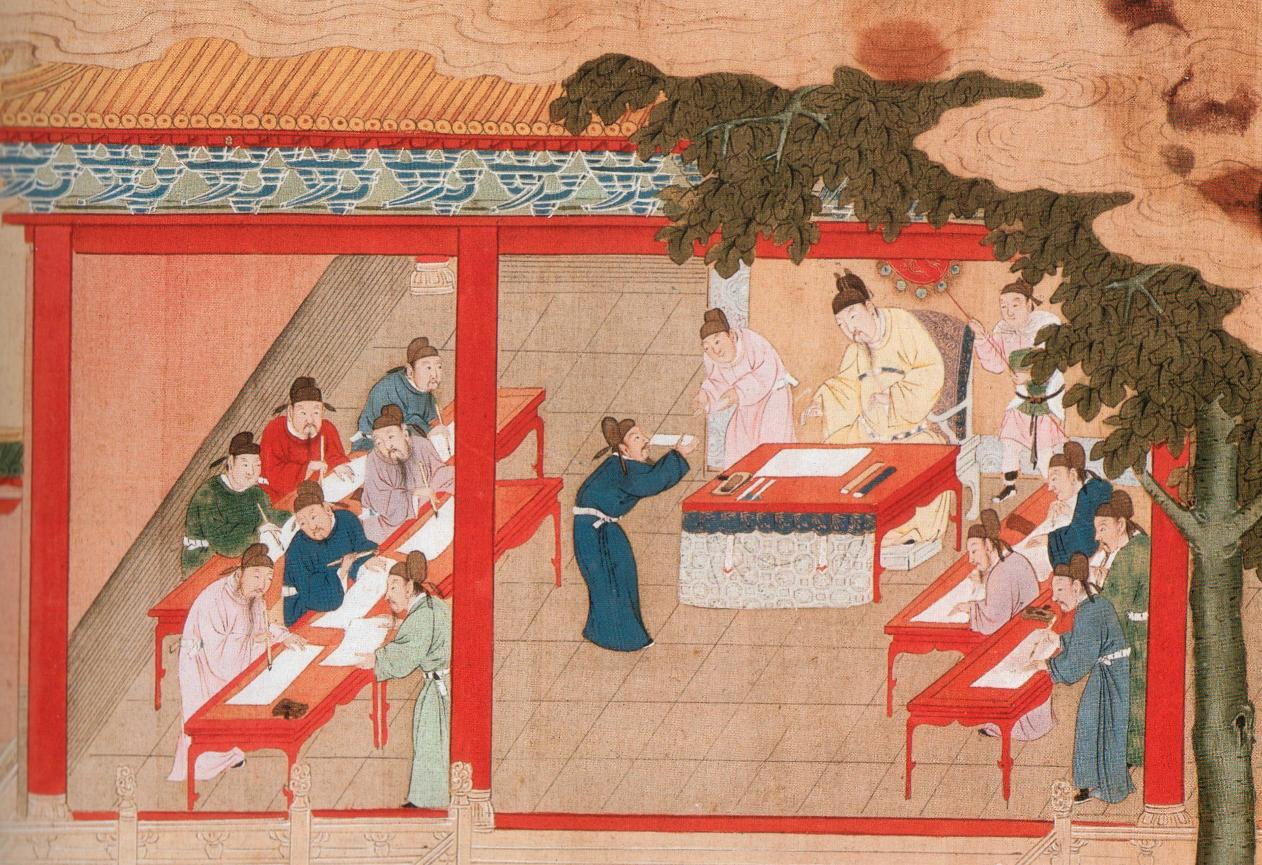
Державний іспит чиновників

«Ліс вчених мужів» (кит.: 儒林外史 Rúlín wàishǐ) — роман, написаний У Цзинцзи в 1749 році (писався біля десяти років), в якому засобами сатири змальовується життя вченої та чиновницької еліти Китаю, а також система державних іспитів для чиновників. Існує інша назва праці — «Неофіційна історія конфуціанців»

## Структура твору та головні персонажі
Роман можна структурно поділити так:
1. Пролог (розділ 1)
2. І частина (розділи 2-30)
3. ІІ частина (розділи 31-37)
4. ІІІ частина (розділи 38-54)
5. Епілог (розділ 55)

У пролозі сформульована тема та ідея роману. Пролог і епілог складають щось на зразок обрамлення, в якому подана схема усієї книги, яка моделює різні поведінкові типи людей у традиційному феодально-бюрократичному суспільстві.
У першій частині знаходяться епізоди, у яких присутні персонажі, котрі намагаються різними шляхами створити кар'єру або «прославити своє ім'я». Тут фігурують жорстокі чиновники, багаті купці, дрібні шахраї, лицеміри.
У другій частині твору У Цзинци зображує справжніх вчених, котрі не піддались спокусі створити кар'єру або «добитися популярності». Головний герой тут — Ду Шао-цін, людина великодушна, щедра, чуйна.
У третій частині роману вводиться зовсім інший тип героя — по суті це персоніфікація конфуціанських чеснот — шанобливий син, люблячий брат, доброчесна вдова та інші. При цьому у третій частині постійно виникають асоціації з першими двома.
В епілозі письменник виводить чотирьох «видатних» героїв. Це каліграф Цзи, поет і художник Гай, кравець Цзин, продавець паперових ґнотів. Всі вони прости городяни (жителі Нанкіна); всі вони заробляють на життя своєю працею, зберігаючи своє достоїнство і цінуючи понад усе свою незалежність.

## Літературні особливості роману
«Ліс вчених мужів» — перший у китайській літературі твір, у якому сатира виступає як засіб універсального зображення життя. У Цзинцзи запобігав використання стандартної поетичної лексики, використовуючи діалекти Нанкіна, Янчжоу, Ханчжоу, Сучжоу та інших міст Китаю XVIII ст. На відміну від попередніх і наступних романів у «Неофіційній історії конфуціанців» відсутні вставні віршовані описи та пісні. Від оповідної традиції лишилися лише двовірші у назвах розділів і чотиривірші в їх кінці. Автор відмовився від традиції включення вставних віршів до прозаїчного тексту роману.
Письменник є майстром діалогу та мовної характеристики, особливо персонажів із низів суспільства. Він широко використовує прислів'я та приказки, збагачує мову роману місцевими народними слівцями, жаргоном чиновників і вчених.